# 1883 au théâtre
| Années du théâtre : 1880 - 1881 - 1882 - 1883 - 1884 - 1885 - 1886    |
| Décennies du théâtre : 1850 - 1860 - 1870 - 1880 - 1890 - 1900 - 1910 |

## Pièces de théâtre représentées
- 28 avril : Pierrot assassin, pantomime de Jean Richepin interprétée par Sarah Bernhardt au théâtre du Trocadéro[1]
- Froufrou de Henri Meilhac et Ludovic Halévy, interprétée au théâtre de la Porte-Saint-Martin par Sarah Bernhardt[1]
- 20 décembre : Nana Sahîb de Jean Richepin, interprétée au théâtre de la Porte-Saint-Martin par Jean Marais (Nana-Sahîb) et Sarah Bernhardt[1] (rôle de Djamma).
- Un ennemi du peuple, de l’auteur norvégien Henrik Ibsen, publiée l’année précédente, est jouée pour la première fois à Oslo.

## Décès
- 22 août : Ivan Tourgueniev, écrivain et dramaturge russe, né le 28 octobre 1818.